# Hysterical Blindness
Hysterical Blindness is een Amerikaanse dramafilm uit 2002, geregisseerd door Mira Nair en geschreven door Laura Cahill, gebaseerd op haar gelijknamige toneelstuk. De hoofdrollen worden vertolkt door Gena Rowlands, Uma Thurman, Juliette Lewis en Ben Gazzara. De film ging op 16 januari 2002 in première op het Sundance Film Festival en werd op 21 augustus 2002 uitgezonden op HBO. In 2003 won Uma Thurman een Golden Globe Award voor haar rol als Debby Miller. Ben Gazzara en Gena Rowlands wonnen ook de prijs voor Beste Mannelijke/Vrouwelijke Bijrol voor hun vertolkingen van Virginia Miller en Nick Piccolo bij de Emmy Awards van 2003. 
Thurman speelt als een opgewonden vrouw uit New Jersey die in de jaren 80 op zoek is naar romantiek. In de San Francisco Chronicle stond: "Thurman stort zich zo op de rol, met vlammende ogen, dat je begint te geloven dat zo'n wezen kan bestaan - een prachtig uitziende vrouw, zo spastisch en behoeftig dat ze gewone mensen afstoot. Thurman heeft de rol naar haar hand gezet."

## Verhaal
In 1987 in Bayonne, New Jersey werd Debby Miller gediagnosticeerd conversiestoornis, waardoor haar zicht soms vervaagt. De dokter zegt haar om plezier te hebben met haar vriendinnen. Zij en haar beste vriendin Beth gaan naar hun favoriete bar, Ollie's, en proberen een man te vinden om mee te drinken. Beth flirt met de barman, Debby wordt boos op haar en gaat naar buiten, waar ze Rick ontmoet. Hij wil niets met haar te maken hebben, maar ze haalt hem over om mee te lopen naar haar auto. Als een bedankje stelt ze voor om hem op een drankje te trakteren en ze zegt dat ze de dag erna bij dezelfde bar zal zijn.
De volgende dag zien ze elkaar weer bij Ollie's, en vraagt Debby aan Rick om ergens anders naartoe te gaan; uiteindelijk komen ze aan bij zijn huis. Het is duidelijk dat Rick weinig interesse heeft in Debby, in de hoop om dat te veranderen zegt Debby dat ze 'heel goed is in pijpen'.
Nadien denkt ze dat ze de ware heeft gevonden, maar Rick zoekt alleen maar een onenightstand. Ze gaat naar huis.
Haar moeder Virginia date al even met een oudere man, Nick, die samen met haar naar Florida wil verhuizen. Echter, Nick sterft aan een hartaanval. Virginia realiseert zich dat ze tot het moment dat ze Nick ontmoette, gewoon haar leven leidde in de hoop dat er iets gebeurt. Uiteindelijk hebben Debby, Beth en Virginia het lastig om stabiliteit te vinden en gaan ze akkoord dat ze alleen elkaar nodig hebben.

## Rolverdeling
| Acteur          | Personage              |
| --------------- | ---------------------- |
| Uma Thurman     | Debby Miller           |
| Gena Rowlands   | Virginia Miller        |
| Juliette Lewis  | Beth Toczynski         |
| Ben Gazzara     | Nick Piccolo           |
| Justin Chambers | Rick                   |
| Jolie Peters    | Amber Autumn Toczynski |

## Prijzen en nominaties
| jaar | prijs                                        | categorie                                                          | genomineerde(n)                                                 | uitslag     |
| ---- | -------------------------------------------- | ------------------------------------------------------------------ | --------------------------------------------------------------- | ----------- |
| 2003 | Primetime Emmy Award                         | Beste Ondersteunende Acteur in een Mineserie of Film               | Ben Gazzara                                                     | Gewonnen    |
| 2003 | Primetime Emmy Award                         | Beste Ondersteunende Actrice in een Miniserie of Film              | Gena Rowlands                                                   | Gewonnen    |
| 2003 | Primetime Emmy Award                         | Beste Ontwerp ven een Hoofdtitel                                   | Laurent Fauchere, Antoine Tinguely, Chris Haak, Jakob Trollbeck | Gewonnen    |
| 2003 | Primetime Emmy Award                         | Beste Rolverdeling voor een Miniserie of Film                      | Sheila Jaffe, Georgianne Walken                                 | Genomineerd |
| 2003 | Primetime Emmy Award                         | Beste Cinematografie voor een Miniserie of Film                    | Declan Quinn                                                    | Genomineerd |
| 2003 | Primetime Emmy Award                         | Beste Ondersteunende Actrice in een Miniserie of Film              | Juliette Lewis                                                  | Genomineerd |
| 2003 | Primetime Emmy Award                         | Beste Script voor een Miniserie of Film                            | Laura Cahill                                                    | Genomineerd |
| 2003 | Screen Actors Guild Award                    | Beste Prestatie door een Actrice in een Miniserie of Televisiefilm | Uma Thurman                                                     | Genomineerd |
| 2003 | Casting Society of America                   | Beste Casting voor TV Film van de Week                             | Sheila Jaffe, Georgianne Walken                                 | Genomineerd |
| 2003 | Film Independent Spirit Award                | Beste Eerste Script                                                | Laura Cahill                                                    | Genomineerd |
| 2003 | Film Independent Spirit Award                | Beste Ondersteunende Actrice                                       | Juliette Lewis                                                  | Genomineerd |
| 2003 | Golden Globe Awards                          | Beste Actrice - Miniserie of Televisie Film                        | Uma Thurman                                                     | gewonnen    |
| 2003 | Golden Globe Awards                          | Beste Ondersteunende Actrice- Serie, Miniserie of Televisie Film   | Gena Rowlands                                                   | Genomineerd |
| 2003 | Marrakech International Film Festival Awards | Golden Star                                                        | Mira Nair                                                       | Genomineerd |
| 2003 | Writers Guild of America Awards              | Lange Vorm Aangepast                                               | Laura Cahill                                                    | Genomineerd |